# Рамкові програми з наукових досліджень та технологічного розвитку
Рамкові програми з наукових досліджень та технологічного розвитку, які також називаються просто рамкові програми — програми фінансування, які створює Європейський Союз з метою підтримки і заохочення досліджень в Європейському науковому просторі (англ. European Research Area — ERA). Конкретні цілі та дії програм є різними в різні фінансові періоди.
Термін «Рамкова Програма» (англ. Framework Program — FP ), що позначає комплексну єдину систему фінансування Європейською Комісією (урядом Європейського Союзу) скоординованих загальноєвропейських актуальних наукових досліджень у межах певного періоду (рамок), був рекомендований для застосування і затверджений на Римській Зустрічі на вищому рівні провідних европейских країн у 1983 р. «Рамкова програма» - основний інструмент Європейського Союзу у фінансуванні науково-дослідних робіт, як передбачено Угодою про утворення Європейського Співтовариства (частина 3, параграф XVIII, стаття 166, стор.114. Брюссель, Бельгія, 1984р.). З 1984 р. було профінансовано і реалізовано 7 таких рамкових програм, а зараз реалізується восьма програма FP8.

## Бюджет програм
| Рамкова програма   | Період    | Бюджет в мільярдах                                              |
| ------------------ | --------- | --------------------------------------------------------------- |
| FP1                | 1984–1988 | € 3.75                                                          |
| FP2                | 1987–1991 | € 5.396                                                         |
| FP3                | 1990–1994 | € 6.6                                                           |
| FP4                | 1994–1998 | € 13.215                                                        |
| FP5                | 1998–2002 | € 14.96                                                         |
| FP6                | 2002–2006 | € 17.883                                                        |
| FP7                | 2007–2013 | € 50.521 протягом 7 років + € 2.7 для Євратому протягом 5 років |
| FP8 (Horizon 2020) | 2014–2020 | €80 (приблизно)                                                 |

## П'ять Пріоритетних Напрямків FP7
Сьома рамкова програма FP7 визначає п'ять пріоритетних напрямків розвитку:
1. «Співпраця» — стимуляція наукового співробітництва, бюджет: 32,14 млрд. євро (64% від усього бюджету FP7).
2. «Ідеї» — дослідження нових ідей на межі невідомого, бюджет: 7,510 млрд. євро (14,97 %).
3. «Люди» — залучення людського потенціалу, бюджет: 4,750 млрд. євро (9,4 %).
4. «Можливості» — науково-дослідні можливості, бюджет: 4,097 млрд. євро (8,11%).
5. «Створення Європейського Спільного Наукового Центру» — неядерні дослідження, бюджет: 1,751 млрд. євро (3,46%).

## Пріоритетні теми
1. «Здоров'я» ( 6,100 млрд євро або 12,6 % від загального бюджету FP7).
2. «Продукти харчування , сільське господарство , рибальство і біотехнології » (1,935 млрд  євро або 3,82% від загального бюджету FP7).
3. «Інформаційні та комунікаційні технології» ( 9,050 млрд євро або 17,91 % від загального бюджету FP7).
4. «Нанонауки, нанотехнології, матеріали та нові технології виробництва » (3,475 млрд євро або 6,87 % від загального бюджету FP7).
5. «Енергетика» ( 2,350 млрд євро або 4,65% від загального бюджету FP7).
6. «Довкілля , включаючи зміну клімату » ( 1,890 млрд євро або 3,74 % від загального бюджету FP7).
7. «Транспорт» (включаючи «аеронавтику») (4,160 млрд євро або 8,23 % від загального бюджету FP7).
8. «Соціо-економічні та гуманітарні науки» (0,623 млрд євро або 1,23 % від загального бюджету FP7).
9. «Космос» (1,430 млрд євро або 2,82 % від загального бюджету FP7).
10. «Безпека» ( 1,400 млрд євро або 2,76 % від загального бюджету FP7).

## Європейські технологічні платформи
За кожною з цих тем стоять окремі так звані Європейські технологічні платформи -- ЄТП (англ. European Technology Platform, ETP), що забезпечують діалог між науковими співтовариствами зі сміжних галузей і мають власні стратегії напрямків розвитку наукових досліджень. Метою створення цих ЄТП є ефективна розробка економічно обґрунтованих програм наукових досліджень та швидке впровадження наукових результатів у практику.
За задумом Європейської комісії, розвиток ЄТП забезпечить ефективність європейських інвестицій у науково-дослідну галузь, а саме:
- підтримає конкурентоспроможність європейських компаній;
- дасть можливість уникнути таких небажаних ситуацій, коли великі капіталовкладення (інвестиції) ЄС в розвиток науково-дослідного сектору не дають очікуваної користі;
- надасть бажаної форми Європейському науковому простору (European Research Area, ERA), керуючи ним на секторальній основі.

За останні роки було створено більше 30-ти ЄТП, що охоплюють різноманітні галузі економіки і науки, в тому числі:
- у традиційних виробництвах, таких як «Сталь», «Стала хімія», «Текстиль і одяг»,
- стратегічних важливих напрямках, таких як Аеронавтка і Космос («Великі крила і фюзеляж»),
- ключових напрямках зрівноваженого розвитку, наприклад, «Рослини для майбутнього», «Їжа для життя», «Водозабезпеченість і санітарія»,
- розвиток технологій виробництва нових товарів і послуг (ЄТП у сфері інформаційно-комунікаційних технологій як от «Інноваційні медичні ініціативи» тощо).

ЄТП, як правило, очолює індустрія і за своєю структурою вони часто є приватно-державними організаціями. Принцип роботи останніх є взаємовигідне партнерство — вони зобов'язуються перед Європейською Комісією нести відповідальність за організацію інновацій і об'єднання усіх зацікавлених сторін і структур для вирішення завдань стратегічних досліджень в ключових галузях Європейської індустрії.

## Участь України у конкурсах INCO
Росія та інші Нові Незалежні Держави (ННД ) займають останні місця за результатами участі у конкурсах з міжнародного співробітництва (International Cooperation — INCO) серед інших «третіх» країн щодо кількості контрактів, числа учасників (виняток - Латинська Америка - вона займає саме останнє місце) і обсягу освоєного фінансування, наданого з боку ЄС.
За результатами участі у конкурсах INCO Україна займає 2-е місце після Росії : 11 українських науково-дослідницьких команд брали участь у виконанні 10 спільних проектів (підписано 10 контрактів на загальну суму 740 523 євро, виділених Європейською Комісією, яка профінансувала участь саме українських учасників). Для порівняння: 26 контрактів було підписано з 68-ма організаціями Росії на загальну суму 4907997 євро; 5 контрактів було підписано з 9-ма організаціями Узбекистану з загальним обсягом фінансування з боку ЄС - 584517 євро.
Частка участі в конкурсах INCO Росії серед ННД щодо кількості підписаних контрактів, числа учасників і обсягу фінансування з боку ЄС становить 67,6 %. Україна, Узбекистан і Казахстан займають друге, третє і четверте місця та їх частки відповідно становлять - 10,2% , 8,1% та 4,7%.